# Scooby-Doo and the Witch's Ghost
Scooby-Doo! and the Witch's Ghost (no Brasil: Scooby-Doo! e o Fantasma da Bruxa ou Scooby-Doo! e a Bruxa Fantasma) é um filme de animação estadunidense lançado em 1999 para home video, baseado na franquia Scooby-Doo. Foi produzido pela Hanna-Barbera. O filme foi lançado originalmente em VHS em 5 de outubro de 1999 e em DVD em 6 de março de 2001. 
A trama envolve a turma do Scooby-Doo viajando para a cidade de Oakhaven, na Nova Inglaterra, após ser convidada pelo escritor de terror Ben Ravencroft. Como uma série de filmes de animação de Scooby-Doo no formato direct-to-video lançados no final dos anos 1990 e início dos anos 2000, The Witch's Ghost apresenta elementos sobrenaturais reais em vez dos tradicionalmente fabricados com os quais a franquia está associada, dando ao filme um tom mais sombrio. 

## Sinopse
Após conhecer o escritor de histórias de terror Ben Ravencroft no seu último mistério, a Mistério S/A o acompanha até a pequena cidade de Oakhaven, Massachusetts, para um festival de outono. Ben revela aos jovens a história de sua ancestral Sarah Ravencroft, que é uma bruxa má, e a turma decide desvendar o mistério das aparições.

## Elenco
- Scott Innes como Scooby-Doo e Norville "Shaggy" Rogers
- Frank Welker como Fred Jones and Turkey
- Mary Kay Bergman como Daphne Blake, Witch’s Ghost e Girl
- Tim Curry como Ben Ravencroft
- Jennifer Hale como Sally "Thorn" McKnight e Butter Churner
- Neil Ross como Mayor Corey, Perkins e Exhibit Voice
- Jane Wiedlin como Dusk
- Bob Joles como Jack e Dr. Dean
- Kimberly Brooks como Luna
- Tress MacNeille como Sarah Ravencroft
- Peter Renaday como Mr. McKnight